# Francobolli egiziani
Lista di personaggi illustri ritratti sui francobolli egiziani.

## A
- Aziz Abaza - poeta (2001)
- Fekry Abaza - giornalista (2004)

- Mohamed Fahmy Abdel Meguid - medico (1990)
- Ihsan Abdel Quddous - scrittore  (2003)
- Mohammed Abdel Wahab - compositore (1991)
- Abdullah I di Giordania- sovrano (1946)
- Principe Abdullah dello Yemen - sovrano (1946)
- Salah Abu Seif - regista (2003)
- Akhenaten - faraone (1977, 1995, 2012)
- Abbas el-Akkad - scrittore (1974)
- Muhamed Farid Abu Hadid - storico e scrittore (1993)
- Ahmed Zaki Abu Shadi - poeta (1992)
- George Abyad - attore e produttore cinematografico (1996)
- Zakariyya Ahmad - musicista  (2001)
- Amenemhat III - faraone (1993)
- Amenhotep III -  faraone (1994)
- Ahmed Amin - storico (1986)
- Qasim Amin - scrittore (1958)
- Aziza Amir - attrice (2002)
- Ankhesenamun - regina egizia (1972, 1997)
- Kofi Annan -  politico (2009)
- Mustafa Kemal Atatürk -  1º Presidente della Turchia (1981)
- Farid al-Atrash - musicista (1999)
- Avicenna - scienziato (1968)
- Mahmud Azmy - politico (1958)

## B
- Abdel Hamid Badawi (1987)
- Henri Bakarat - regista (2003)
- Mahmoud Sami el-Baroudi (1979)
- Theodor Bilharz - medico  (1962)
- Abū Rayḥān al-Bīrūnī (1975)
- Abdel Aziz al Bishry (1993)
- Simón Bolívar - militare  (1983)
- Sydney Brenner - biologo (2009)
- Imam Mohamed Al Bukhary - teologo (1969)

## C
- Hilarion Capucci - religioso (1977)
- Jean-François Champollion - egittologo (1972, 1999)
- Chenonda III Shenouda III - Papa (2012)
- Cleopatra - regina egizia (1914, 1922)
- J. M. Coetzee - scrittore (2009)

## D
- Assia Dagher (1999)
- Sayed Darwish - compositore e cantautore (1958, 1992)

## E
- Mohamed ElBaradei - politico (2005, 2009)
- Hassan el Emam  - regista (2003)

## F
- Hassan Faek (2002)
- Faisal dell'Arabia Saudita - sovrano (1977)
- Faisal II d'Iraq - sovrano (1946)
- Al-Farabi - filosofo (1975)
- Ibn al-Farid - sufi (1981)
- Mohammad Farid - politico  (1969)
- Farida d'Egitto - regina  (1938)
- Farouk d'Egitto - sovrano (1929, 1937-1953, 2011)
- Farial d'Egitto - principessa (1940, 1943)
- Hassan Fathy - architetto (1994)
- Mohammed Fawzi - artista (2000)
- Fuad I d'Egitto - monarca (1923-1937, 1944, 1946, 1950)

## G
- Abdel Rahman al-Gaberti (1973)
- Mahatma Gandhi - politico (1969)
- Ali el Garem (1979)
- Ali el Gayati (1981)
- Gesù Cristo - profeta (2004)
- Nadine Gordimer - scrittrice (2009)

## H
- Ibrahim Hafidh - scrittore (2007)
- Yahia Hagi - scrittore (2009)
- Tawfiq al-Hakim - scrittore (1988, 2010)
- Abd el-Halim Hafez - musicista e cantante (1995)
- Gamal Hamdan - storico (2006)
- Dag Hammarskjöld - economista  (1962)
- Faten Hamama - attrice (2015)
- Abd el Kader Hamza (1991)
- Talaat Harb - economista (1970, 1992)
- Paul P. Harris - fondatore of Rotary International (1955)
- Hassan II del Morocco - sovrano (1962)
- Selim Hassan - egittologo  (1987)
- Hefni Hassef -  (1969)
- Hatshepsut - regina egizia (1994)
- Salama Hegazi - cantante  (1967)
- Horemheb - faraone (1997)
- Hur I- faraone (1993)
- Taha Hussein - scrittore (1973)
- Mohamed Hussein Hekal - scrittore (1988)

## I
- Ibn Saud - sovrano (1946)
- Ali Ibrahim (1980)
- Hafez Ibrahim - poeta (1957, 1982)
- Khedive Ibrahim Pasha d'Egitto - sovrano (1948, 1989)
- Yūsuf Idrīs - scrittore (2003)
- Imhotep - ingegnere egizio (1928, 1968)
- Khedive Isma'il Pasha - sovrano (1934, 1945-1946, 1950, 2004, 2011)
- Ali Ismail (2005)

## J
- Jamal al-Din al-Afghani - teologo (1967)
- Jamal Abdel Nasser - politico (1964-1965, 1967, 1969-1972, 2011, 2012)

## K
- Mustafa Kamil Pasha - politico,  (1958)
- Mohamed Kareem (1996)
- Mohamed el Kasabgi (2001)
- Ali el Kassar (1996)
- Khafra - faraone (1970, 1972, 1988)
- Ibn Khaldun - storico (2006)
- Bechara El Khoury - presidente del Libano (1946)
- Khufu - faraone(1988)
- Kamel Kilany (1984)
- Al-Kindi - scienziato (1975)
- Frederik Willem de Klerk (2009)
- Mohamed Korayem - (1973)
- Taheya Karioka - ballerina (2015)
- Umm Kulthum - cantante (1975)

## L
- Vladimir Lenin - politico (1970)
- Luigi IX di Francia  - sovrano (1957)
- Ahmed Lutfi el-Sayed (1988)
- Patrice Lumumba  - politico (1962)
- Albert Lutuli  - politico (2009)

## M
- Wangari Maathai - biologa (2009)
- Naguib Mahfouz - scrittore (1988, 2009)
- Karem Mahmoud (2000)
- Omar Makram (1973)
- Nelson Mandela politico(2009)
- Mustafa Lutfi al-Manfaluti (1974)
- Al-Maqrizi - storico (1965)
- Maria Vergine - religione (2000, 2004)
- Abdel Kader el Mazni (1989)
- Allan McLeod Cormack - medico (2009)
- Sayed Mekkawy - cantautore (2005)
- Mahmoud Al-Miligi - attore (2000)
- Mohamed El Mogy (2005)
- Mahmoud Mokhtar - scultore (1962, 1984, 1991)
- Ali Moustafa Mosharafa (1980)
- Mary Mounib - attrice (2002)
- Leila Mourad -  cantante (1999)
- Nabaweya Moussa (1990)
- Sameera Moussa - fisico (1999)
- Ali Pasha Mubarak (1968, 1993)
- Hosni Mubarak - presidente (1993, 1999, 2004-2007)
- Suzanne Mubarak - prima donna egiziana (2003)
- Zaki Mubarak (1991)
- Muhammad Abduh - teologo (1965)
- Mehmet Ali Pascià - fondatore della dinastia ottomana d'Egitto (1928, 1949)
- Micerino - faraone (1973, 1988)

## N
- Abdallah El Nadim (1971)
- Mohamed Nagi (1991)
- Soliman Naguib (1997)
- Narriman Sadek - seconda moglie di Farouk un d'Egitto(1951)

- National Bar Association - presidenti(2004)
- Nefertari - regina egizia (1963-1964, 1967-1969)
- Nefertiti - regina egizia (1947, 1953, 1956, 1959-1960, 1977, 1995, 2004)
- Jawaharlal Nehru - politico (1989)
- Nofret - principessa egizia  (1958-1959, 2000)

## O
- Ahmed Orabi - politico (1981, 1983)
- Osircaf - faraone (1964)

## Q
- Shukri al-Quwatli - presidente della Siria (1946)

## R
- Abdel Rahman el Rafei - storico (1989)
- Mostafa Saadeq Al-Rafe'ie - politico (1980)
- Aisha Abd al-Rahman - autrice (1999)
- Ramses II - faraone (1921-1922, 1957-1959, 1964, 1967, 1979, 2012)
- RamssesIII - faraone (1969, 1998)
- Ahmad Rami - poeta (2001)
- Abdul Munim Riad - politico (1972)
- Nagib el Rihany - comico (1995)
- Hussein Riyad - attore (2000)
- Wilhelm Röntgen - fisico (1995)
- Fatma Roshdi - cantante (1996)
- Mohamed Roshdi - cantante (2005)
- Zaky Roustom - attore (1997)
- Rumi - filosofo (2007)
- Ibn Rushd  filosofo (1978)

## S
- Anwar Sadat - presidente dell'Egitto (1973-1978, 1980-1981, 2009)
- Mahmoud Said (1997)
- Saladino - sovrano (1957)
- San Giuseppe - religione  (2000)
- San Marco - religioso (1968)
- Youssef el Sebai - regista (1978)
- Kamal Selim (2003)
- Senusret I - faraone (1993)
- Seti I - faraone (1973)
- Hoda Sha'rawi - femminista (1973)
- Abd El Rahman El Sharquawi (2004)
- Muhammad Metwali Al-Sha'arawi - religioso (1998)
- Farid Shawki - attore (2002)
- Ahmed Shawqi - poeta (1957, 1982, 2007)
- Mahmoud el Sherif (2001)
- Wole Soyinka - drammaturgo (2009)
- Riyadh el Sonbati - attore (2001)
- Heinrich von Stephan - fondatore dell'UPU (1981, 1997)

## T
- Rifa'a al-Tahtawi - scrittore (1973)
- Mahmoud Taimour (1994)
- Kamal el Taweel - compositore (2005)
- Mohamed Taymour - drammaturgo (1992)
- Max Theiler - medico (2009)
- Omkol Thoum (2000)
- Thutmose III - faraone (1994)
- Tiye - regina egizia (1997)
- Zaky Tolaimat - regista (1997)
- Ahmed Eldemerdash Touny (1999)
- M. Beram al Tunisy - poeta (1993)
- Tutankhamun - faraone (1947, 1964, 1967, 1972, 1995, 1997-1999, 2004, 2005, 2013)
- Desmond Tutu - religioso (2009)

## W
- Anwar Wagdi -  attore, regista e produttore (1999)
- Youssef Wahbi - regista e attore di teatro (1995)
- Abdel Wares Asser (2000)

## Y
- Ismael Yassen - comico (1997)

## Z
- Sa'd Zaghlul politico (1977)
- Ahmed Zewail scienziato (1998, 1999, 2009)